# Umlaufkapitalbedarf
Der Umlaufkapitalbedarf ist der Kapitalbedarf eines Unternehmens, der durch sein Umlaufvermögen entsteht. Er dient der Sicherstellung der Durchführung des betrieblichen Leistungsprozesses. Die Summe aus Umlaufkapitalbedarf und Anlagekapitalbedarf ergibt  den Gesamtkapitalbedarf, der für eine Investition nötig ist.
Wesentlicher Bestimmungsfaktor des Umlaufkapitalbedarfs ist die Dauer des Kapitalumschlags: Wäre es möglich, die Produktion innerhalb eines Tages abzuschließen und die dabei erstellten Produkte vollständig am folgenden Tag zu verkaufen, wäre der Umlaufkapitalbedarf am geringsten. In der unternehmerischen Praxis kommt dies aber kaum vor, da Anzahlungen und Kredite einerseits und unterschiedliche Produktionsfristen andererseits den Kapitalumschlagsprozess verlangsamen. Entscheidend für den Umlaufkapitalbedarf ist demnach die zeitliche Struktur von Ausgaben und Einnahmen.
Der Umlaufkapitalbedarf lässt sich allgemein definieren als „Täglicher Aufwand * Kapitalgebundenheit (in Tagen)“ und wie folgt errechnen:
(Produktionsfrist + Lagerzeit Fertiggüter + Debitorenfrist) * dsl. tägliche Lohneinsatzkosten
+
(Produktionsfrist + Lagerzeit Fertiggüter + Debitorenfrist + Materiallagerdauer - Lieferantenfrist) * dsl. täglicher Materialeinsatz
+
(Produktionsfrist + Lagerzeit Fertiggüter + Debitorenfrist + Materiallagerdauer) * dsl. tägliche Gemeinkosten
= Umlaufkapitalbedarf
Es gibt zwei Methoden, um den Umlaufkapitalbedarf zu errechnen:
- Die kumulative Methode, bei der die gesamte Kapitalbindungsdauer ermittelt und mit den durchschnittlichen täglichen Auszahlungen multipliziert wird:

Umlaufkapitalbedarf = Kapitalbindungsdauer abzüglich Lieferantenziel * Durchschnittliche tägliche Auszahlungen 
Der ermittelte Umlaufkapitalbedarf kann nur so genau sein, wie die angewendete Methode es ermöglicht. Die Tatsache, dass Auszahlungen zu unterschiedlichen Zeitpunkten und in verschiedenen Abständen zu leisten sind, findet hier keine hinreichende Berücksichtigung. Deshalb ergibt sich ein überhöhter Kapitalbedarf.
- Die elektive Methode ist genauer als die kumulative Methode. Sie berücksichtigt die unterschiedlichen Bindungsdauern des Lohneinsatzes, Werkstoffeinsatzes und Gemeinkosteneinsatzes.

Trotz ihrer größeren Genauigkeit ist es auch mit der elektiven Methode nicht möglich, präzise Aussagen über den Umlaufkapitalbedarf zu machen. Dennoch wird die Kapitalbedarfsrechnung bei Unternehmensgründung angewendet, um zumindest einen näherungsweisen Wert zu erhalten.